# Kein Zutritt
Kein Zutritt ist ein französischer Kurzfilm von Manuel Schapira aus dem Jahr 2012. In der Schweiz lief er unter dem Titel Die Meute im Fernsehen.

## Handlung
Franck, Hugo und Philippe gehen zur Einweihungsfeier von Claire, Daphné und Marthe, die sie eigentlich nicht kennen. Sie sind jedoch mit zwei Bekannten der drei befreundet. Da sie den Code zur Haupttüre nicht kennen, tritt Franck sie kurzerhand ein. Mit einer Flasche Champagner und entsprechender Erklärung dürfen sie an der Einweihungsfeier teilnehmen. Weil einer ihrer Freunde vorzeitig gehen will, begleitet ihn Franck auf den Hausflur. Hier erscheinen plötzlich zwei Teenager, die vom Lärm der Musik angelockt wurden und an der Feier teilnehmen wollen. Marthe erklärt, dass die Feier rein privat ist, und lässt sich auch nicht umstimmen, als beide erklären, friedlich zu sein. Ein Freund der drei Frauen erscheint und zieht einen der Jungen unsanft von der Wohnungstür fort. Die beiden stürzen sich auf ihn und schlagen ihn zusammen. Die Partygäste fliehen in die Wohnung und schließen die Tür. Franck, der mit einer Frau aus der Wohnung auf dem Hausflur zurückgeblieben ist, versucht vergeblich, die Gastgeber zum Öffnen der Tür zu bewegen. Die beiden Jugendlichen lassen schließlich von dem Mann ab. Auch jetzt öffnet sich die Wohnungstür nicht. Zu dritt erscheinen die Schläger schließlich erneut und fallen über den bereits Geschlagenen her und treten auf ihn ein. Erst als sie gegangen sind, erscheinen die Partygäste unbekümmert. Sie tragen den Verletzten in die Wohnung, setzen ihre Feier jedoch ungerührt fort. Einige Männer fragen Franck, warum er sie denn nicht benachrichtigt habe. Marthe gibt zu, die Tür nicht geöffnet zu haben, weil sie dachte, die beiden Schläger würden klopfen. Franck ist die Lust am Feiern vergangen. Konsterniert beobachtet er die Szenerie um sich herum und geht schließlich allein.

## Produktion
Die Kostüme des Films schuf Anne-Sophie Gledhill, die Filmbauten stammen von Stanislas Reydellet. Der Film wurde erstmals am 28. Januar 2012 auf dem Festival du Court-Métrage de Clermont-Ferrand gezeigt. Französische Fernsehpremiere war am 11. Mai 2012. In Deutschland lief der Film unter dem Titel Kein Zutritt erstmals am 27. Mai 2013 auf arte. SRF zwei zeigte den Film unter dem Titel Die Meute am 22. Dezember 2013 im Schweizer Fernsehen.

## Auszeichnungen
Kein Zutritt wurde 2013 für einen César in der Kategorie Bester Kurzfilm nominiert. Auf dem Tribeca Film Festival erhielt der Film eine Nominierung als Bester Kurzspielfilm.